# Ojokojo Torunarigha
Ojokojo „Otscho“ Torunarigha (* 10. März 1970 in Lagos) ist ein ehemaliger nigerianischer Fußballspieler und aktueller -trainer, der in seiner Laufbahn für den Chemnitzer FC und Borussia Neunkirchen höherklassig aktiv war. Torunarigha war nach dem Mauerfall der erste afrikanische Profi in Ostdeutschland.

## Sportliche Laufbahn
Ojokojo Torunarigha begann seine Laufbahn bei den IICC Shooting Stars in Nigeria. Nach einem Wechsel zu CBS Libreville in Gabun heuerte der offensive Mittelfeldspieler im Sommer 1990 beim Chemnitzer FC an. Torunarigha war kurz vor der Wiedervereinigung der erste afrikanische Profi im DDR-Fußball. In der Hinrunde der letzten eigenständigen Saison des ostdeutschen Erstligafußballs kam er in der höchsten Spielklasse des DDR-Fußballs für den CFC nicht zum Einsatz. Im Pokal wurde er von Trainer Hans Meyer im Viertelfinale des NOFV-Pokalwettbewerbs 1990/91 bei der 0:1-Niederlage beim 1. FC Union Berlin zehn Minuten vor Spielende einmal eingesetzt.
Nach dem Jahreswechsel wurde der Nigerianer für die Rückrunde der Spielzeit 1990/91 an den Zweitligisten Chemnitzer SV 51-Heckert abgegeben. Nach seiner Rückkehr zum CFC, der in der finale Oberligasaison als Tabellenfünfter den Sprung in den gesamtdeutschen Profifußball schaffte, konnte er sich bei den Himmelblauen durchsetzen.
Im zweiten Anlauf beim Chemnitzer FC absolvierte Torunarigha sein erstes Pflichtspiel bei der 1:3-Niederlage in der 1. Hauptrunde des DFB-Pokals 1991/92 beim Freiburger FC. Im Anschluss gehörte der Nigerianer bis 1994 zum Stammpersonal des sächsischen Clubs in der 2. Bundesliga, wurde später jedoch unter Meyers Nachfolger Reinhard Häfner aussortiert und in der 2. Mannschaft in der Oberliga Nordost aufgeboten. Alle seine 77 Matches in der 2. Bundesliga absolvierte er für die Sachsen, wobei ihm fünf Treffer gelangen.
In der Oberliga spielt er in der Hinrunde des Spieljahres 1995/96 wieder beim Chemnitzer SV, der im Februar 1996 einen Namenswechsel (VfB Chemnitz) vollzog, und traf zweimal in 13 Punktspielen. In der Rückrunde jener Saison 1995/96 spielte der Nigerianer in der Südweststaffel der damals drittklassigen Regionalliga. In 16 Partien für Borussia Neunkirchen in dieser Spielklasse gelangen ihm zwei Torerfolge. Nach dem Abstieg der Neukirchner blieb er noch bis zum Jahreswechsel 1996/97 im Saarland und war somit in der Oberliga Südwest an Ball.
Ab der Rückrunde der Regionalligasaison 1996/97 stand er beim FC Sachsen Leipzig in der Nordostversion dieser Spielklasse unter Vertrag. Auch 1997/98 wurde er bei den Leutzschern noch in sechs Partien (ein Tor) eingesetzt.

## Weiterer Werdegang
Bei seinem alten Verein in Neunkirchen agierte der Nigerianer nach seiner Spielerkarriere als Nachwuchstrainer. Seitdem ist er in gleicher Funktion für Hertha BSC tätig.

## Trivia
Seine Söhne Junior und Jordan trainierten in der Jugend bei Hertha BSC unter ihrem Vater.
Nach seiner Laufbahn als Spieler engagierte er sich auch gegen Rassismus in Fußballstadien.